# Bernard Adams
Bernard Adams (Black Country, 1937. január 2. –) angol–magyar műfordító.

## Életpályája
Bernard Adams 1937-ben született az Egyesült Királyság West Midland Black Country-ban. A birminghami King Edward’s Schoolban tanult, katonai szolgálatát a Royal Scots Greys ezredzenekarában teljesítette, majd a cambridge-i Pembroke College-ban tanult magyarul és oroszul. 2008-ban amerikai PEN fordítói díjat kapott, és ugyanebben az évben második díjat nyert az Egyesült Királyságban rendezett John Dryden fordítóversenyen. 2009-ben a Magyar Tudományos Akadémia Füst Milán Alapítványától fordítói díjat kapott. Több mint negyven műfordításkötete jelent meg. 2006-ban Magyarországra költözött, jelenleg a Balaton északi partján, Zánkán él. 2019 februárjában magyar állampolgár lett.

## Munkássága
Klasszikus és modern magyar írók közül Bethlen Kata, Bethlen Miklós, Cseres Tibor, Görgey Gábor, Heltai Jenő, Jékely Zoltán, Katona József, Kosztolányi Dezső, Mikes Kelemen, Mikszáth Kálmán, Móricz Zsigmond, II. Rákóczi Ferenc, Szakolczay Lajos, Szepsi Csombor Márton, Tompa Andrea, Zachar József műveinek angolra fordítója. Nyolcvanadik születésnapja alkalmából, 2017-ben köszöntő kötettel ajándékozták meg magyar barátai. 2019-ben Faludi Ferenc Alkotói Díjat kapott.

## Műfordításkötetei

### Szépirodalom
- Kálmán Mikszáth, The herb of Lohina, transl. by Bernard Adams, Brecon: Posthorse Books, 1997.
- Give or take a day: contemporary Hungarian short stories, sel. by Lajos Szakolczay, transl. Bernard Adams et al., Budapest: Corvina, 1997.
- Zsigmond Móricz, Relations, transl. by Bernard Adams, with an introd. by George F. Cushing, Budapest: Corvina, 1997.
- The Princess that saw Everything (A bilingual collection of 24 folk-tales), Budapest, Nagymogul, 1998.
- Kelemen Mikes, Letters from Turkey, transl. and ed. by Bernard Adams, London ; New York, N.Y.: Kegan Paul International, 2000.
- Dmitry S. Likhachev, Reflections on the Russian soul: a memoir, transl. by Bernard Adams, Budapest ; New York: CEU Press, 2000.
- Tibor Cseres, Cold days, transl. by Bernard Adams, Budapest: Corvina, 2003.
- József Katona, The viceroy, transl. by Bernard Adams and Kálmán Ruttkay, forew. written by László Orosz, Budapest: Akadémiai, 2003.
- The autobiography of Miklós Bethlen, transl. by Bernard Adams, London ; New York, N.Y. ; Bahrain: Kegan, 2004.
- Tamási Áron, Songbird, tr. by Bernard Adams, Budapest, Országos Színháztörténeti Intézet & Múzeum, 2004.
- Kálmán Mikszáth, The Noszty boy's affair with Mari Tóth, transl. by Bernard Adams, Budapest: Corvina, 2005.
- Kálmán Mikszáth, The town in black, transl. by Bernard Adams, Budapest: Corvina, 2007.
- Zsigmond Móricz, Very merry, transl. by Bernard Adams, Budapest: Corvina, 2008.
- Jenő Heltai, Jaguar: a novel, transl. by Bernard Adams, Budapest: Corvina, 2009.
- Örkény István, Welcoming the Major, tr. by Bernard Adams, Arts and Theatre Institute, Prague, 2009.
- Kölcsey Ferenc et al. in: European Romanticism, A Reader (ed. Prickett), tr. by Bernard Adams, London, Continuum, 2010.
- Zsigmond Móricz, Captive lion: a novel, transl. by Bernard Adams, Budapest: Corvina, 2011.
- Dezső Kosztolányi, Kornél Esti: a novel, transl. by Bernard Adams, New York: New Directions, 2011.
- András Kepes, The inflatable Buddha, transl. by Bernard Adams, Richmond: Armadillo Central, 2013.
- Márton Szepsi Csombor, Europica varietas or A brief account of the various things seen and heard by Márton Szepsi Csombor in his journeying..., transl. with an introd. by Bernard Adams, pref. by Wendy Bracewell, Budapest: Corvina, 2014.
- Zsigmond Móricz, Behind God's back, transl. and with an afterw. by Bernard Adams, Budapest: Corvina, 2015.
- Gábor Görgey, The hunting rug: a novel, transl. by Bernard Adams, Budapest: Corvina, 2016.
- Kelemen Mikes, Letters from Turkey: in which histories of the Hungarians exiled with prince Ferenc Rákóczi II together with sundry other matters worthy of record are set down in fitting manner, transl. by Bernard Adams, Budapest: Corvina, 2016.
- Ferenc Rákóczi II., Memoirs: the memoirs of prince Ferenc Rákóczi concerning the war in Hungary 1703 to the end, transl. by Bernard Adams, essay by Gábor Tüskés, Budapest: Corvina, 2019.
- Ferenc Rákóczi II., Confessio peccatoris: the confession of a sinner who, prostrate before the crib of the new-born Saviour, in bitterness of heart deplores his past life and recalls the blessings that he has received and the operation of Providence upon him: this confession in the form of soliloyuies was begun a few days before the feast of the birth of Jesus Christ in the year 1716, preface by Robert Evans, essay by Gábor Tüskés, transl. by Bernard Adams, Budapest: Corvina, 2019.
- Andrea Tompa, The hangman's house, transl. by Bernard Adams, London; New York; Calcutta: Seagull Books, 2021.
- Eötvös József, The Village Notary, tr. by Bernard Adams, Frankfurt am Main, CEEOL Press,  2022.
- Rónaszegi Miklós, All the World's a Stage, tr. by Bernard Adams, 2023.
- Rónaszegi Judit, Bitter Comedy, tr. by Bernard Adams, Zsámbék, 2024.
- Tompa Andrea, Omerta, tr. by Bernard Adams, London; New York; Calcutta: Seagull Books, 2025.

### Történelem
- The Hungarian hussar: an illustrated history, ed. by József Zachar, authors József Kelenik et al., transl. by Bernard Adams, Budapest: Corvina, 2000.
- Apor Péter, Metamorphosis transylvaniae, tr. by Bernard Adams, London; New York; Bahrain: Kegan Paul, 2003.
- A concise history of Hungary: the history of Hungary from the early Middle Ages to the present, ed. by István György Tóth, auth. Gábor Ágoston et al., transl. by Bernard Adams, Sarolta Kérészy, Ágnes Palkó, Budapest: Corvina, Osiris, 2005.
- Szabolcs Szita, The power of humanity: Raoul Wallenberg and his aides in Budapest, transl. by Bernard Adams, Budapest: Corvina, 2012.

### Egyéb szak- és ismeretterjesztő könyvek
- Tibor Buzády, The dogs of Hungary, transl. by Bernard Adams, Budapest: Nóra, 2002.
- Zoltán Benyák, Hungarian wines and wine regions, transl. Bernard Adams, Budapest: Corvina, 2003.
- András Vojnits, National parks of Hungary: a brief guide, transl. Bernard Adams, Budapest: Corvina, 2006.
- Zsolt Kovács, Zoological gardens of Hungary: a brief guide, transl. Bernard Adams, Budapest: Corvina, 2007.
- Kees Teszelszky, The Unknown Crown. Meanings, Symbols and National Identity, (Historia pro futuro IV.), Pannonhalma, Bencés kiadó, 2009.
- Tibor Dékány and Zoltán Técsi, Tokaj wine region: a world heritage site, transl. Bernard Adams, Budapest: Corvina, 2010.
- Dennison, James T. Jr. (ed.), Reformed Confessions of the 16th and 17th Centuries in English Translation, Volume 2, 1553-1566, Grand Rapids, MI, USA, Reformation Heritage Publications, 2010.
- Music in Hungary: an illustrated history, ed. by János Kárpáti, transl. by Bernard Adams, Budapest: Rózsavölgyi, 2011.
- Maladype – 10 years, (ed. Huszár Sylvia, Sebestyén Rita), Budapest, Maladype színház khe, 2011. (History of Maladype theatre)
- Béla Bede, Hungarian art nouveau architecture: 225 highlights, transl. by Bernard Adams, Budapest: Corvina, 2012, 2nd ed. 2015.
- Kees Teszelszky, True Religion: a lost portrait by Albert Szenci Molnár (1606) or Dutch–Flemish–Hungarian intellectual relations in the early-modern period. Pub. ELTE BTK  Középkori és Kora Újkori Magyar Történeti Tanszéke and Transylvania Emlékeiért Tudományos Egyesület, 2014.
- Dés Mihály, Budapest when evening falls, Budapest, Corvina, 2016.
- Krisztián Nyáry, Eminent Hungarians, transl. by Bernard Adams, Budapest: Corvina, 2017.
- Béla Bede, Hungarian folk handicraft: with 112 craftsmen in focus, transl. by Bernard Adams, Budapest: Corvina, 2017.
- Katalin Eszterhai, The healing power of the will : foods to heal, tales to cheer, helpful advice to make eyes and soul gleam once again, transl. by Bernard Adams, Pécs: Alexandra, 2018.
- Béla Bede, Hungary month by month with 116 events in highlight, transl. by Bernard Adams, Budapest: Corvina, 2018.
- Nyáry Krisztián and Hevesi Judit, On the shoulders of giants,  Bonafarm Zrt, 2019, (History of agriculture and food processing industry in Hungary)
- Béla Bede, Architecture in Budapest: with 200 highlights, transl. by Bernard Adams, Budapest: Corvina, 2020.
- Róbert Simon, The social anatomy of Islam, transl. by Bernard Adams, Budapest: Akadémiai; Kőszeg: Institute of Advanced Studies, 2024.

## Díjai
- 2008 amerikai PEN fordítói díj[9]
- 2009 Magyar Tudományos Akadémia Füst Milán Alapítványától fordítói díj[10]
- 2012 amerikai PEN fordítói díj
- 2012 angliai John Dryden fordítói verseny (második díj)
- 2017 MTA Füst Milán Alapítványától fordítói díj
- 2019 Faludi Ferenc Alkotói Díj[11]

## Külső hivatkozások
- Egy angol úr Zánkán: Adams Bernard Stanley [Zánka Tv]. (Hozzáférés ideje: 2025-02-03.)